# ミーウォク諸語
ミーウォク諸語（Miwok languages）は、アメリカ合衆国カリフォルニア州中央部のシエラネバダ山脈一帯に住むミーウォク族の使用する諸言語である。
7つの言語が知られるが、すべて死語または極めて深刻な危機に瀕する言語になっている。
「ミーウォク」という名前は、「人々、インディアン」を意味する中央シエラ・ミーウォク語[miwˑɨˑk]に由来する。

## 分布

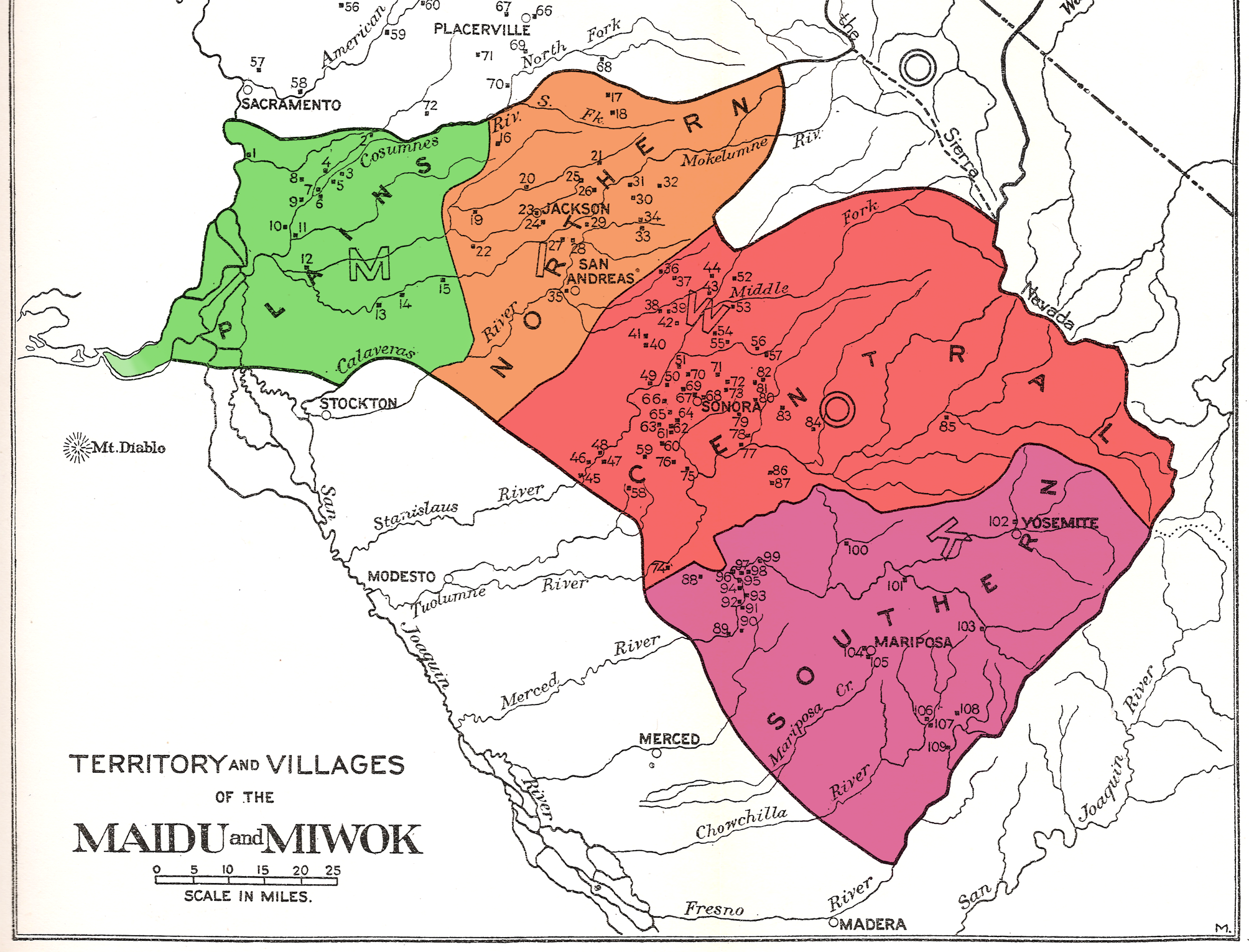
1925年の平原ミーウォク、シエラ・ミーウォク語の分布

ミーウォク諸語は主にサクラメント川下流デルタの東岸、およびその東南のシエラネバダ山麓に分布する。そのほかに、ゴールデンゲート海峡北のマリン郡に分布する海岸ミーウォク語と、レイク郡のクリア湖畔に分布する湖畔ミーウォク語があるが、他の諸語から地理的に分断されている。
海岸ミーウォク語と湖畔ミーウォク語は地理的には離れているが、互いに交流があった。それに対して東部と西部の間は長い間交流が断絶していたと考えられ、文法や語彙の違いが大きい。西部の言語では動詞が単純であるのに対して、東部の言語では非常に複雑に動詞が変化する。
- 東
  - サクラン語（死語）
  - 平原ミーウォク語（死語）
  - シエラ・ミーウォク諸語
    - 北シエラ・ミーウォク語（極めて深刻な危機に瀕する[6]）
    - 中央シエラ・ミーウォク語（極めて深刻な危機に瀕する[6]）
    - 南シエラ・ミーウォク語（極めて深刻な危機に瀕する[6]）
- 西
  - 海岸ミーウォク語（死語）
  - 湖畔ミーウォク語（極めて深刻な危機に瀕する[6]）

## 地名
シエラ・ミーウォク語の話者が住む地域に、Cosumnes・Mokelumne・Tuolumneのように -umne で終わる地名があるが、これらの地名語尾は「……の場所」という意味のミーウォク語の接尾辞 umni に由来するという。
ヨセミテの名は南シエラ・ミーウォク語に由来する。

## 系統
ミーウォク諸語は、コスタノ諸語とともにウティ語族（ミーウォク＝コスタノ語族）を形成する。さらに他の言語とともに仮説的なペヌーティ語族をなすとも考えられている。